# Щербенцин
Щербенцин (пол. Szczerbięcin, нім. Scherpingen) — село в Польщі, у гміні Тчев Тчевського повіту Поморського воєводства.
Населення — 180 осіб (2011).
У 1975-1998 роках село належало до Гданського воєводства.

## Демографія
Демографічна структура станом на 31 березня 2011 року:
|          | Загалом | Допрацездатний вік | Працездатний вік | Постпрацездатний вік |
| -------- | ------- | ------------------ | ---------------- | -------------------- |
| Чоловіки | 85      | 18                 | 64               | 3                    |
| Жінки    | 95      | 27                 | 55               | 13                   |
| Разом    | 180     | 45                 | 119              | 16                   |